# Capito quinticolor
El torito multicolor, chaboclo de garganta blanca, chaboclo gargantiblanco, barbudo cinco colores, cabezón cincocolores o capitán de colores (Capito quinticolor) es una especie de ave de la familia Capitonidaeque se encuentra en la región de Pacífico en la frontera de Colombia con Ecuador.

## Hábitat
Vive en el bosque húmedo y bordes del bosque por debajo de los 575 m de altitud.

## Descripción
Mide 17 a 18 cm de longitud. Presenta dimorfismo sexual. El macho tiene corona y nuca color rojo carmesí; frente, máscara y partes superiores negras, con una franja en V amarilla sobre el dorso; alas con líneas amarillas y las terciarias con puntas también amarillas; garganta y cuello blancos; vientre amarillo, con flancos negros. La hembra se diferencia en que presenta corona color oliva amarillento con finas líneas negras y partes inferiores amarillas, con estrías y punts negros en la garganta y el pecho.

## Alimentación
Se alimenta de frutos y artrópodos, especialmente los que se refugian en la hojarasca.